# 코로나 (음악 그룹)
코로나(CORONA)는 대한민국의 5인조 락 밴드다. 2017년 1집 앨범 [Shine]으로 정식 데뷔했다.

## 방송
- 슈퍼스타K 2016 - Top7(5위)

## 음반
- BC Street Box Project (2015)
- 슈퍼스타K 2016 #1 (2016)
- 슈퍼스타K 2016 #6 (2016)
- 슈퍼스타K 2016 TOP10 (2016)
- 2016 투게더 레이스 (2016)
- My Way (2017)
- 너의 손잡고 (2017)
- Shine (2017)
- Silver (2020)